# Isaiah Mustafa
Isaiah Amir Mustafa (sinh ngày 11 tháng 2 năm 1974) là nam diễn viên, cựu cầu thủ bóng dầu dục người Mỹ. Mustafa cũng thường xuyên xuất hiên trong các video của hãng chất khử mùi cơ thể Old Spice.

## Thời thơ ấu
Mustafa sinh ra ở Portland, Oregon, là con út trong một gia đình theo đạo Hồi có bảy anh chị em. Mẹ anh là Shahidah Mustafa-Davis, cha anh là John Wali Mustafa. Khi Mustafa lên 5, gia đình anh chuyển từ Portland sang định cư ở Mission Viejo, California. Cha anh mất vài năm sau đó trong một tai nạn xe hơi.

## Danh sách phim

### Điện ảnh
| Năm  | Tên                      | Vai                    | Ghi chú   |
| ---- | ------------------------ | ---------------------- | --------- |
| 2005 | The Island               | Cầu thủ bị chấn thương |           |
| 2006 | The Last Supper          | Moses                  | Phim ngắn |
| 2006 | Even Money               | Cầu thủ bóng rổ        |           |
| 2011 | Madea's Big Happy Family | Calvin                 |           |
| 2011 | Horrible Bosses          | Sĩ quan Wilkens        |           |
| 2012 | The Three Stooges        | Moe's Hip Executive    |           |
| 2013 | Crush                    | Coach Evans            |           |
| 2014 | Back in the Day          | T                      |           |
| 2015 | Girl Flu                 | Gabriel                |           |
| 2015 | After the Reality        | Garreth                |           |
| 2019 | It Chapter Two           | Mike Hanlon            |           |